# Ковалёв, Иван Гаврилович
Иван Гаврилович Ковалёв (1782—?) — русский государственный деятель киевский, енисейский и тобольский губернатор.

## Биография
Иван Гаврилович родился 1 (12) января 1782 года в дворянской семье.
Начал военную службу в 1791 году капралом лейб-гвардии Измайловского полка. В 1797 году в чине подпоручика вышел в отставку. Вскоре вернулся на военную службу, в Московский гренадерский полк. Участвовал в итальянском походе Суворова, Наполеоновских войнах.
В 1812 году — подполковник, в 1814 — полковник. В 1816 году был назначен на должность петербургского полицеймейстера.
С 1822 по 24 февраля 1828 года — киевский гражданский губернатор.
В июне 1831 года был назначен в Красноярск на должность енисейского губернатора. В это время был произведен в действительные статские советники. При губернаторе Ковалёве значительно увеличился в размере губернский город Красноярск; протяженность главной улицы города выросла до трёх вёрст. Всего в городе к 1835 году было 24 улицы и переулка. Изменялись и пересматривались границы Енисейской губернии; в 1835 году в губернии начали выращивать картофель.
В 1835 году, 23 июня, Ковалёв был переведён губернатором в Тобольск, а тобольский губернатор В. И. Копылов — в Красноярск.

## Награды
- Орден Святой Анны 4-й степени (1799) за храбрость в сражениях при реке Кура
- Орден Святой Анны 2-й степени за битву при Нови
- Крест «За победу при Прейсиш-Эйлау» (1807)
- Орден Святого Владимира 4-й степени с бантом за Сражение при Гейльсберге (1807)